# 三二棋
三二棋，是廣西都安瑤族自治縣一帶的瑤族傳統棋類，具有跳棋走法、夾擔棋吃法。而類似的棋類在同省田東縣曾舉辦比賽，當地稱民間跳棋。

## 棋具
- 棋盤為五橫五豎的橫縱線交叉，每格皆再劃兩對角線，共四十一個棋點。
- 雙方各三十二棋子，以兩色區分敵我。

## 規則
- 初始佈置為雙方十六枚棋子布於對角處。
- 輪流移動一枚己棋，有兩種移動方式：
  - 步行：沿線一步至空點。
  - 跳行：跳過一枚鄰點的任何方棋子落到同方向的緊連空點，可以連跳。
- 換子：步行或跳行走子停下後，當己棋主動造成以下狀況，就把該些敵子提出交回對手，並在該些棋位全放入己方同樣數量己子。
  - 夹：兩枚己棋在同線上夹住一枚或多枚敵棋。
  - 挑：移到同線敵棋的距離中點。有些規定己棋不必在距離中點也能吃子。
  - 射：造成同線一端皆為敵棋外，另一端皆為己棋。有些規定己棋達成以下數量才能吃子：
    - 二座射：己棋二枚。
    - 三座射：己棋三枚。

- 消滅所有敵棋獲勝[3]。